# Paula Caplan
Paula Caplan é uma personagem fictícia do filme 007 contra a Chantagem Atômica (Thunderball), de 1965, quarto da franquia cinematográfica do agente secreto, interpretada pela atriz britânica Martine Beswick.

## Filme
Paula é uma agente do MI-6, o serviço secreto britânico, em Nassau, nas Bahamas, de onde ela é nativa. Contato de James Bond na ilha, ela aparece primeiramente com o espião numa lancha, quando ele vai encontrar-se com Domino Derval. Há uma impressão implícita de que Bond e Caplan tem algum relacionamento amoroso.
Paula está ajudando 007 a investigar o desaparecimento de duas armas nucleares e de um bombardeiro britânico Vulcan, supostamente escondidos na área. A SPECTRE, organização terrorista que está por trás do roubo, envia sua agente e assassina Fiona Volpe para sequestrar Caplan enquanto lê em seu quarto de hotel, depois dela ser identificada como colaboradora de Bond, para conseguir informações sobre a investigação do serviço secreto. Paula então prefere suicidar-se ingerindo cianureto a fazer alguma confissão sob interrogatório de Volpe e seus capangas.

## Atriz
Atriz britânica nascida na Jamaica de pais ingleses, Martine Beswick foi uma das poucas atrizes a participar de mais de um filme de James Bond. Antes de Thunderball, ela já havia participado de Moscou contra 007, o segundo filme da série, num pequeno papel como a cigana Zora.